# 也只里
也只里（？—1307年），元朝宗室，成吉思汗同母三弟哈赤温的曾孙，按赤台之孙，济南王。
至元二十四年（1287年），乃颜反元世祖，他不与通谋，被乃颜的同党火鲁火孙攻打，皇孙铁穆耳率军来援助而获救。铁穆耳即位为元成宗，派他率军五千戍守兀鲁斯。元贞二年（1296年），他随晋王甘麻剌驻守客鲁涟河。元成宗驾崩，他与安西王阿难答计划奉卜鲁罕皇后称制，被即位的元武宗海山诛杀。